# Sarawak Report
Sarawak Report ist eine investigative journalistische Enthüllungsplattform, die seit 2010 von Clare Rewcastle Brown, der Schwägerin des ehemaligen britischen Premierministers Gordon Brown, von London aus betrieben wird. Die Website berichtete über das Wohlergehen der indigenen Bevölkerung in Sarawak, gefolgt von Enthüllungsberichten über Korruptionsskandale in Sarawak und Malaysia im Allgemeinen. Die Website wurde von der von Barisan Nasional geführten Regierung von 2015 bis 2018 aufgrund ihrer Berichterstattung über den Skandal um 1Malaysia Development Berhad (1MDB) blockiert. Nach der malaysischen Parlamentswahl 2018 schaltete die neue, von Pakatan Harapan geführte Regierung die Website wieder frei.
Laut der Website von Sarawak Report existiert sie, um eine Plattform für diejenigen zu bieten, denen der Zugang zu den staatlich kontrollierten Medien verwehrt bleibt, und um „eine alternative Vision von Gerechtigkeit, Transparenz und einer gerechteren Zukunft anzubieten“.

## Wahrnehmung
Der Sarawak Report erhielt sowohl Lob als auch Kritik. Im Jahr 2013 würdigte Bridget Welsh, eine Professorin für Politikwissenschaften an der Singapore Management University und Expertin für malaysische Angelegenheiten, den Sarawak Report für seinen „Einfluss auf die politische Debatte“ über die Abholzung in Sarawak, und die New York Times nannte Frau Rewcastle Brown „eine der effektivsten Stimmen, die auf die Abholzung in Malaysia aufmerksam macht“.
Im Juni 2015, nach den Enthüllungen des 1MDB-Skandals, behauptete die Protection Group International (PGI), dass die Dokumente des Sarawak Reports „inkonsistent“ und „unzuverlässig“ seien.